# Натаніель Чалоба
Натаніель Чалоба (англ. Nathaniel Chalobah, нар. 12 грудня 1994, Фрітаун) — англійський футболіст, захисник, півзахисник клубу «Вест-Бромвіч Альбіон».
Виступав, зокрема, за «Челсі» та «Наполі», а також національну збірну Англії.

## Клубна кар'єра
Народився 12 грудня 1994 року в місті Фрітаун, С'єрра-Леоне, але у віці 7 років перебрався з родиною до Лондона. Вихованець юнацьких команд футбольних клубів «Фулгем» та «Челсі». У сезоні 2010/11, ще будучи школярем, він став виступати в резервній команді «Челсі», з якою він виграв плей-оф Національної Прем'єр-ліги для резервістів. У сезоні 2011/12 Чалоба став основним гравцем та капітаном резерву та академії «Челсі» та привів молодіжку до перемоги у Молодіжному кубку Англії. У січні 2012 року він підписав професійний контракт із «Челсі» до літа 2014 року. У віці 15 років Чалоба був включений до основного складу клубу на матч Кубка Футбольної ліги проти «Ньюкасл Юнайтед». У сезоні 2011/12 Чалоба разом із основною командою полетів до Мюнхена на фінал Ліги чемпіонів УЄФА 2012 року, втім у заявку не потрапив.
31 серпня 2012 року Чалоба був відданий в оренду «Вотфорда» до січня 2013 року. 18 вересня 2012 року Натаніель вперше дебютував на професійному рівні проти «Брайтон енд Гоув Альбіон», вийшовши на заміну на 73-й хвилині замість Фернандо Форестьєрі. 17 листопада він забив свій перший гол за «Вотфорд» у ворота «Вулвергемптон Вондерерз» (2:1), який став переможним. 2 січня 2013 року Чалоба продовжив оренду в «Вотфорді» до кінця сезону 2012/13. Протягом нього футболіст загалом провів 42 матчі в усіх турнірах і забив 5 голів, і допоміг клубу дійшти до фіналу плей-оф Чемпіоншипу, в якому вони зазнали поразки від «Крістал Пелас» з рахунком 0:1 і не вийшли до вищого дивізіону.
У сезоні 2013/14 також на правах оренди виступав за клуби Чемпіоншипу «Ноттінгем Форест» та «Мідлсбро», а 1 вересня 2014 року приєднався на правах оренди до кінця року до новачка Прем'єр-ліги «Бернлі». 28 вересня 2014 року Чалоба дебютував у Прем'єр-лізі, зігравши у матчі проти «Вест-Бромвіч Альбіон» (0:4), хоча не зумів стати основним гравцем і за час перебування в «Бернлі» Чалоба лише чотири рази виходив на заміну. В результаті другу половину сезону Натаніель знову провів у Чемпіоншипі, граючи в оренді у «Редінгу».
1 вересня 2015 року Чалоба перейшов у італійське «Наполі» на правах оренди терміном на один сезон. 1 жовтня дебютував за «Наполі», вийшовши на заміну в матчі групового раунду Ліги Європи УЄФА проти польської «Легії» (2:0), а 10 грудня забив перший гол за «Наполі» на 32-й хвилині у Лізі Європи проти тієї ж «Легії» (5:2). 6 січня 2016 року він дебютував у Серії А в грі проти «Торіно», вийшовши на заміну на останніх хвилинах замість Марека Гамшика. Всього за сезон англієць зіграв за неополітанську команду лише 9 ігор в усіх турнірах і забив 1 гол.
Влітку 2016 року «Челсі» відхилив пропозиції про оренду Чалоби після того, як новий тренер Антоніо Конте був вражений Чалобою перед сезоном, вирішивши, що він повинен залишитися в складі першої команди «Челсі». Чалоба дебютував у першій команді лондонців 20 вересня 2016 року, коли вийшов на заміну замість Міші Батшуаї на 79-й хвилині у грі проти «Лестер Сіті» (4:2) і допоміг клубу вийти до четвертого раунду Кубка ліги. Всього за сезон у рідній команді Чалоба зіграв 15 голів в усіх турнірах, але не забив жодного голу, тим не менш став чемпіоном Англії.
13 липня 2017 року Натаніель перейшов із «Челсі» до «Вотфорда», підписавши із клубом п'ятирічний контракт. Фінансові подробиці угоди не розголошувались, але, за даними Daily Mail, сума трансферу склала £6 млн. У «Вотфорді» Чалоба спочатку зрідка виходив на поле, але з сезону 2019/20 став основним гравцем команди.
31 серпня 2021 року, після 16 років, Чалоба повернувся до «Фулгема». 15 вересня 2021 року він дебютував за клуб, вийшовши у стартовому складі в переможному матчі Чемпіоншипу проти «Бірмінгем Сіті» (4:1). За підсумками сезону 2021/22 зіграв 22 матчі в усіх турнірах і допоміг клубу вийти до Прем'єр-ліги. Станом на 7 травня 2022 року відіграв за лондонський клуб 20 матчів в національному чемпіонаті.

## Виступи за збірні

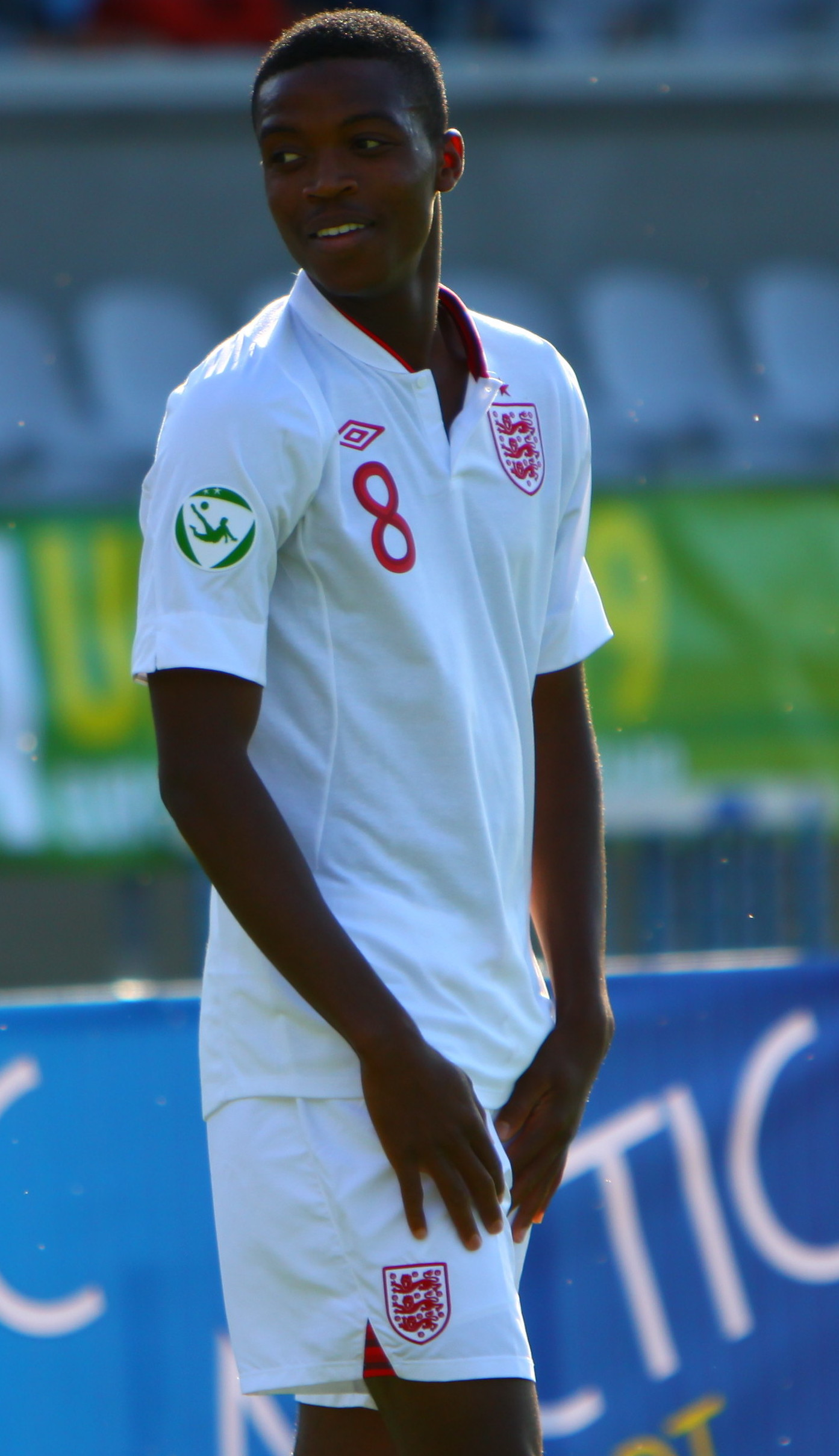
Натаніель Чалоба у юнацькій збірній Англії (U-19). 2012 рік.

Натаніель Чалоба дебютував у складі юнацької збірної Англії (U-16) у віці 13 років у жовтні 2008 року, а за збірну Англії до 17 року — у віці 14 років у липні 2009 року. У 2010 році він виграв чемпіонат Європи серед юнаків до 17 років, а потім став капітаном збірної до 17 років вже у 15-річному віці. Влітку 2011 року виступав за молодіжну збірну Англії на чемпіонаті світу серед 17-річних, де відзначився забитим голом у ворота Уругваю (2:0). У вересні 2011 року він дебютував за збірну до 19 років, де був капітаном. Загалом на юнацькому рівні взяв участь у 57 іграх, відзначившись 3 забитими голами.
8 листопада 2012 року Чалоба був викликаний до молодіжної збірної Англії на матч проти Північної Ірландії, де і дебютував, замінивши Джордана Гендерсона на 76-й хвилині. Наступного року був учасником молодіжного чемпіонату Європи 2013 року, де зіграв у всіх трьох матчах, а англійці не заробили жодного очка і не вийшли з групи. Всього на молодіжному рівні зіграв у 40 офіційних матчах, забив 1 гол.
Чалоба також мав право грати за Сьєрра-Леоне, країну, де він народився, але заявив, що хоче представляти Англію.
24 серпня 2017 року тренер Гарет Саутгейт викликав Чалобу до національної збірної Англії на матчі відбіркового турніру до чемпіонату світу 2018 року з командами Мальти та Словаччини, але на поле не виходив. Свій єдиний матч за збірну Чалоба провів 15 жовтня 2018 року, вийшовши на заміну замість Гаррі Вінкса на першій хвилині компенсованого часу в переможному матчі проти Іспанії (3:2) у Лізі націй УЄФА 2018/19. В результаті Чалоба зіграв за збірну лише 6 хвилин і 54 секунди, що на одну секунду більше, ніж у Мартіна Келлі, який є рекордсменом за найменший час, проведений у футболці англійської збірної.
| Дата       | Місто   | Господарі | Результат | Гості  | Турнір                               | Голи | Примітки |
| ---------- | ------- | --------- | --------- | ------ | ------------------------------------ | ---- | -------- |
| 15-10-2018 | Севілья | Іспанія   | 2 – 3     | Англія | Ліга націй УЄФА 2018-2019 - 1-й етап | -    | 90'      |
| Усього     |         | Матчів    | 1         |        | Голів                                | 0    |          |

## Титули і досягнення
- Чемпіон Англії (1):

«Челсі»: 2016/17
- Чемпіон Європи серед юнаків до 17 років (1):

Англія U-17: 2010

### Особисті досягнення
Молодий гравець року за версією Футбольної асоціації: 2012

## Особисте життя
Його молодший брат Трево Чалоба також став футболістом і грав за «Челсі» та молодіжну збірну Англії.